# Bruno Taffy
Bruno Nogueira Aguiar, meglio noto come Bruno Taffy (Fortaleza, 30 marzo 1990), è un giocatore di calcio a 5 brasiliano.

## Carriera
Bruno Taffy è stato avviato alla disciplina fin da bambino grazie al padre José Benedito che fu calcettista del Sumov. Dopo gli inizi in patria – dove ha vestito le maglie di Atlético Mineiro, Santos ed Espacio Joven Fortaleza – nel luglio del 2012 si trasferisce in Spagna per giocare con il Manacor. Nella stagione 2015-16 viene premiato come miglior pivot e miglior calcettista in assoluto della Primera División. Nel gennaio del 2022 viene incluso nella lista definitiva dei convocati del Brasile per la Copa América, conclusa dai sudamericani al terzo posto.

## Palmarès

### Competizioni nazionali
- Campionato brasiliano: 1
Santos: 2011
- Campionato spagnolo: 2
Inter: 2016-17, 2017-18
- Coppa di Spagna: 1
Inter: 2016-17
- Supercoppa di Spagna: 1
Inter: 2017

### Competizioni internazionali
- Coppa UEFA: 2
Inter: 2016-17, 2017-18